# Вольф, Ленни
Ленни Вольф (англ. Lenny Wolf, настоящее имя Франк Вёлльшлагер нем. Frank Wöllschlager; род. 11 марта 1962, Гамбург) — певец и автор песен, наиболее известный как бывший солист хард-рок-группы Kingdom Come. В дополнение к авторству песен и вокалу, он играл на нескольких инструментах на разных альбомах Kingdom Come. Он также сотрудничал над песней «Eyes of Time» из The Final Experiment, дебютного альбома проекта Арьена Лукассена Ayreon. Он также был участником групп Германии в 1982 году с участием Дитера Баттнера, Андреаса Дэниелса, Мирослава Супицы и группы Stone Fury в период с 1984 по 1986 год с участием Брюса Гоуди, Рика Уилсона, Джоди Кортеса и Винни Колаюты.

## Ранние годы
До создания успешного проекта Kingdom Come Ленни переехал из Германии в Лос-Анджелес в 1983 году, подписав контракт с MCA Records с группой под названием Stone Fury. Вместе с Брюсом Гоуди Стоун Фьюри выпустил две пластинки, получившие признание критиков в 1984 и 1986 годах, но изо всех сил пытался привлечь внимание широкой публики.

## Kingdom Come
В 1988 году Ленни подписал новый контракт с Polygram, и по их просьбе его попросили собрать новую группу. Она состояла из: ведущего гитариста Дэнни Стэга, ритм-гитариста Рика Штайера, басиста Джонни Фрэнка и барабанщика Джеймса Коттака. Группа сразу же добилась успеха с выпуском своего одноимённого дебютного альбома Kingdom Come, заняв 12-е место в Billboard 200 и достигнув продаж примерно в 2 миллиона по всему миру. Группа также была выбрана для участия в туре Monsters of Rock 1988 года. Группа подверглась резкой критике за то, что была похожа на Led Zeppelin. Годы спустя Вольф сказал бы, что сравнения были «неоправданными», но «мы восприняли это как комплимент и были польщены».
В марте 2018 года сообщалось, что Вольф был вовлечён в процесс реформирования первоначального состава Kingdom Come как для записи нового альбома, так и для тура. Однако, когда оригинальный состав Kingdom Come объявил о 30-летнем туре воссоединения в июне 2018 года, Вольф отказался от участия по личным причинам и был заменён Китом Сент-Джоном. В интервью в июле 2018 года барабанщик Джеймс Коттак рассказал, что Ленни «просто вроде как закончил. Он хочет уйти на пенсию. У него есть своя жизнь».

## Дискография

### Студийные альбомы (соло)
- Lenny Wolf (1999)

### с Stone Fury
- Burns Like a Star (1984)
- Let Them Talk (1986)